# Мыс Свободный
Мыс Свободный (Тонин) — северная оконечность Тонино-Анивского полуострова на юго-востоке острова Сахалин, вдаётся в Охотское море.
Его открыл один из исследователей Сахалина и Курильских островов Де Фриз Мартин Геритсон в 1643 году. Он ему напомнил голову тунца (по-голландски Tonyns), так его и назвали — Тонин. Устроившие на Сахалине каторгу русские, менять в картах ничего не стали, и так до 1907 года он и назывался. Японцы же назвали его Айро Мисаки, что означает «мыс на узком месте». В 1935 году японцы построили на нём маяк, который работает по сегодняшний день. Маяк носил то же имя, что и мыс до 1945 года. После того, как юг Сахалина отвоевали обратно, Айро Мисаки снова стал Тонин, но позднее, когда в этот район массово заселили рабочих из Амурской области, которые, скучая по родному городу, попросили переименовать его в Свободный.